# 너에게로 또 다시
《너에게로 또 다시》는 대한민국의 가수 변진섭의 두 번째 정규 음반이다. 타이틀곡 <너에게로 또 다시>는 당초 최호섭이 부를 예정이었으나 소속사 측에서 컨셉이 안 맞는다는 이유로 무산되었으며 또다른 노래 <희망사항>은 애초 이문세가 부를 뻔 했지만 자신의 앨범 콘셉트와 어울리지 않는다고 고사했다.

## 수록곡

### SIDE A
| #  | 제목                                                    | 작사   | 작곡   | 편곡   | 재생 시간 |
| -- | ------------------------------------------------------- | ------ | ------ | ------ | --------- |
| 1. | 〈너에게로 또 다시〉                                    | 박주연 | 하광훈 | 하광훈 | 3:59      |
| 2. | 〈숙녀에게〉                                            | 박주연 | 하광훈 | 하광훈 | 3:42      |
| 3. | 〈로라〉                                                | 지예   | 윤상   | 하광훈 | 4:13      |
| 4. | 〈커 가는 내 모습〉                                     | 박주연 | 최귀섭 | 김동성 | 4:24      |
| 5. | 〈우리의 사랑이 필요한 거죠〉 (불우 청소년을 위한 노래) | 박주연 | 하광훈 | 하광훈 | 5:52      |

### SIDE B
| #  | 제목                          | 작사   | 작곡   | 편곡   | 재생 시간 |
| -- | ----------------------------- | ------ | ------ | ------ | --------- |
| 1. | 〈저 하늘을 날아서〉          | 지근식 | 지근식 | 변성룡 | 3:38      |
| 2. | 〈이별을 받아드리리〉         | 지예   | 윤상   | 하광훈 | 4:05      |
| 3. | 〈너의 뒷모습〉               | 지근식 | 지근식 | 변성룡 | 4:02      |
| 4. | 〈당신의 장난감 당신의 인형〉 | 지근식 | 지근식 | 변성룡 | 3:50      |
| 5. | 〈너를 그리워하며〉           | 지근식 | 지근식 | 김동성 | 3:36      |
| 6. | 〈희망사항〉                  | 노영심 | 노영심 | 변성룡 | 3:10      |